# Gymnolaena chiapasana
Gymnolaena chiapasana là một loài thực vật có hoa trong họ Cúc. Loài này được Strother mô tả khoa học đầu tiên năm 1967.